# 吉安卢卡·迪马济奥
吉安卢卡·迪马济奥（義大利語：Gianluca Di Marzio，1974年3月28日—），意大利体育记者、主持人，现供职于意大利天空体育。

## 简介
迪马济奥生于意大利那不勒斯，其父亲詹尼·迪马济奥为前足球运动员、教练员和评论员，曾发掘了马拉多纳、C罗等足坛巨星。凭借父亲的人脉，迪马济奥从小便与许多意大利足坛重量级人物相识。最初迪马济奥在威尼斯的一家电视台工作，其后进入了意大利天空体育，主要负责的是意甲与欧冠节目的幕后编辑工作。2006年，天空体育开办了一个足球转会分析类节目，迪马济奥担任节目主持人。由于人脉颇广，加之团队资讯整合能力较强，迪马济奥披露的足球转会消息往往比较准确，不少体育媒体都将其个人网站当作足球转会新闻的来源。